# Енюматіл
Енюматіл (нід. Enumatil, нід. вимова: [ˈeː.ny.maː.tɪl]) — село в нідерландській провінції Гронінген. Входить до муніципалітету Вестерквартір.
Його площа — 3,36 км², а населення станом на 2021 рік становило 335 осіб.

## Галерея

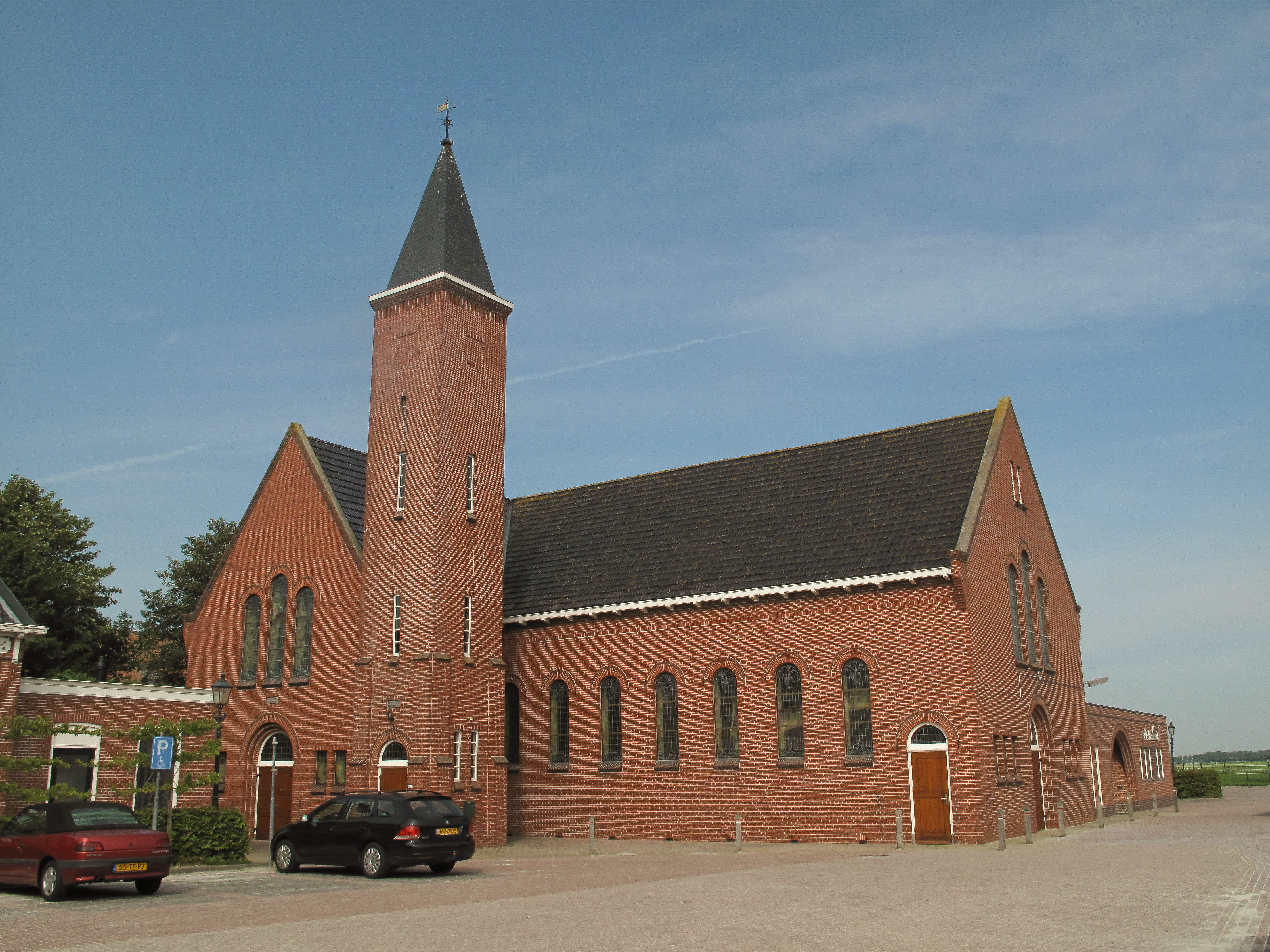
Реформістська церква
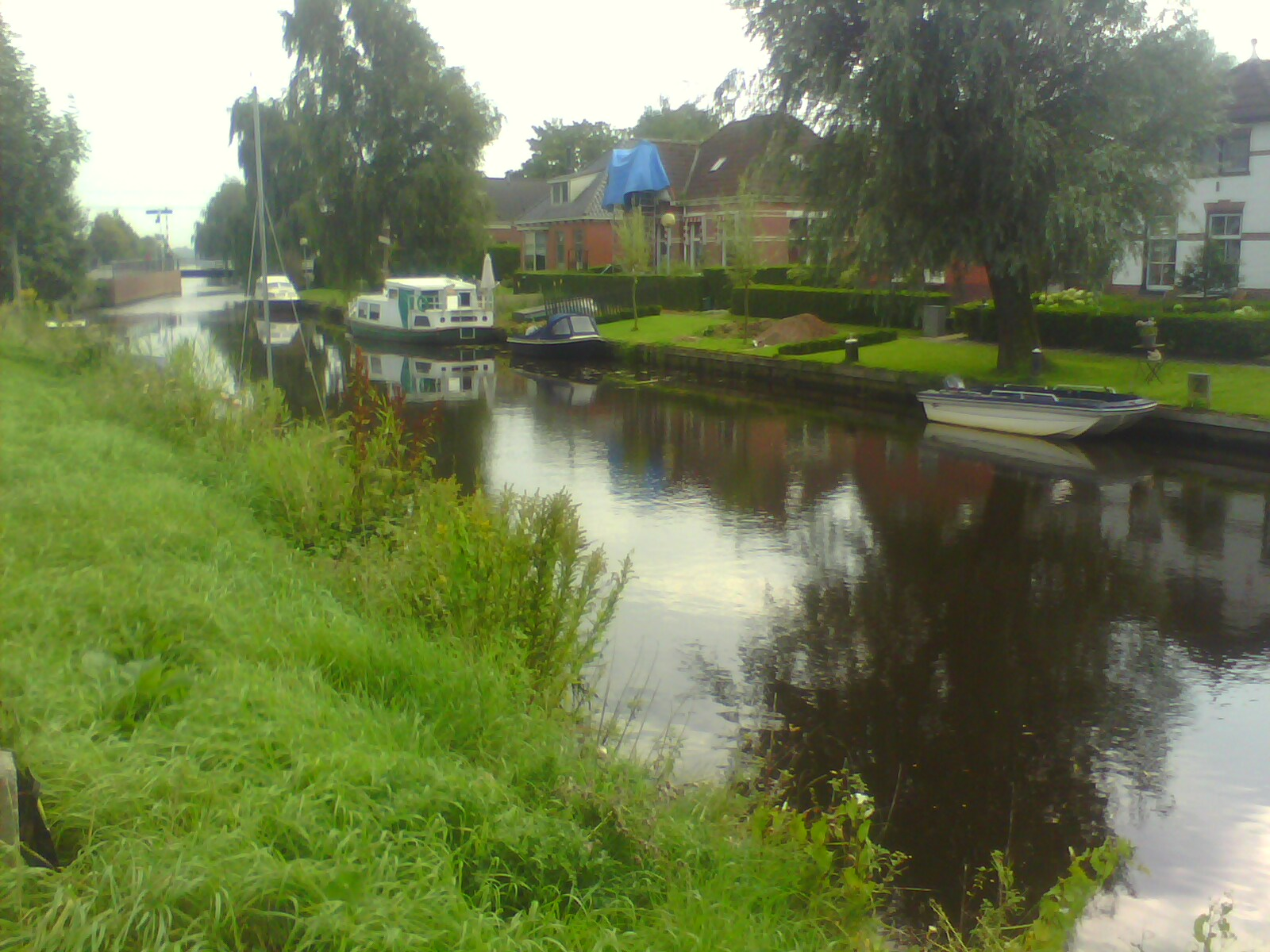
Канал у селі
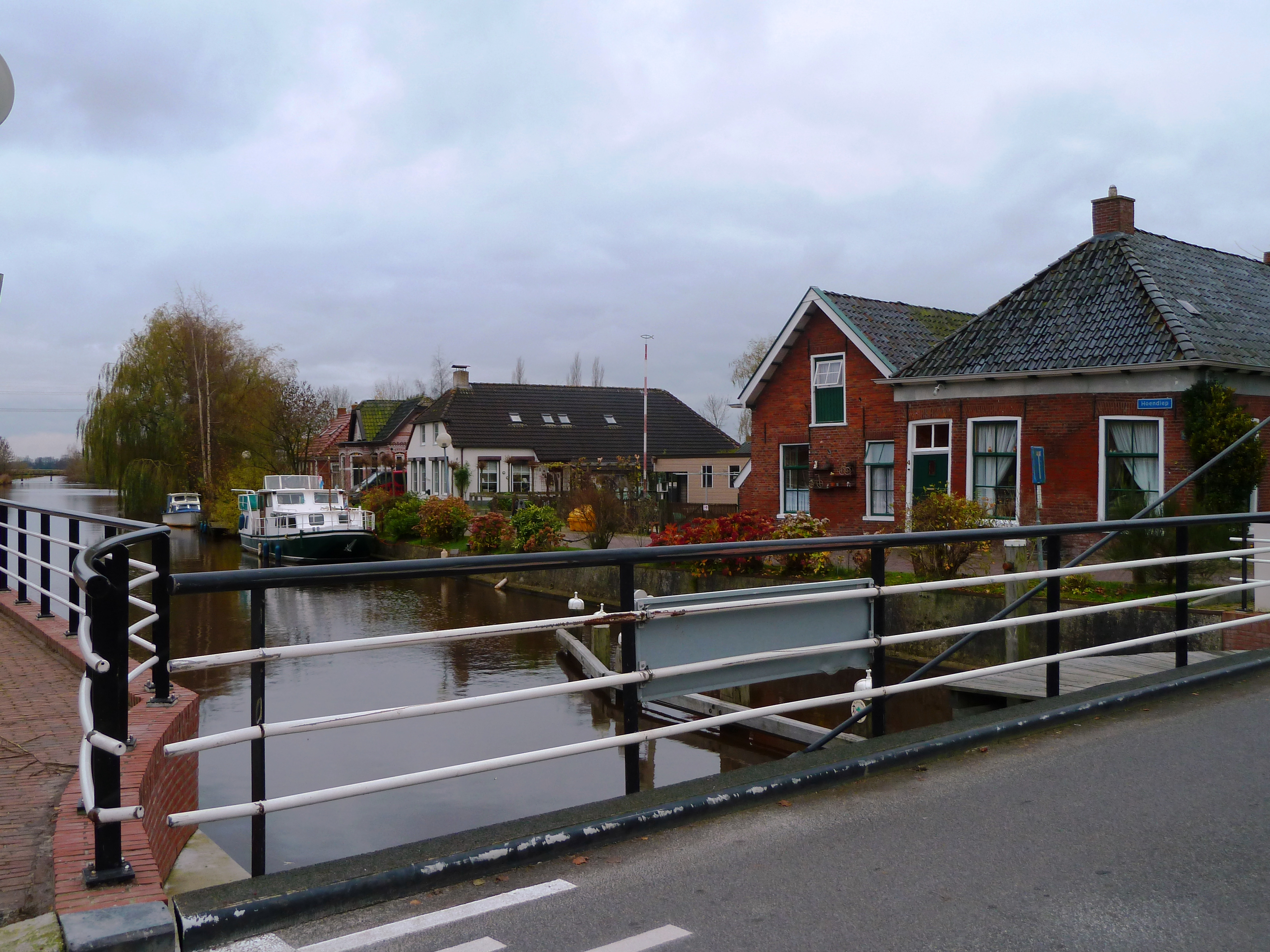
Міст через канал
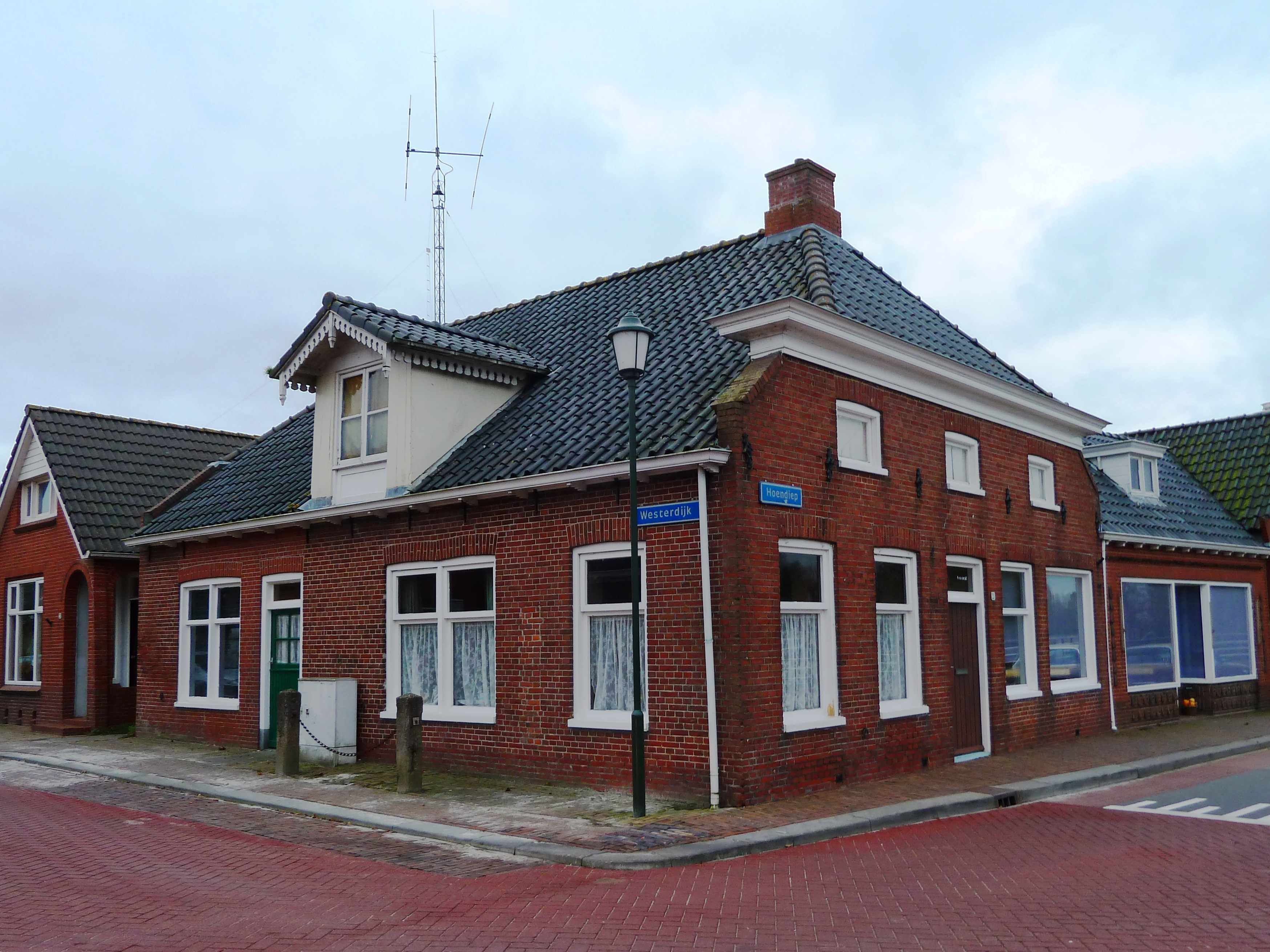
Приміщення колишнього кафе Otter